# Azolla event

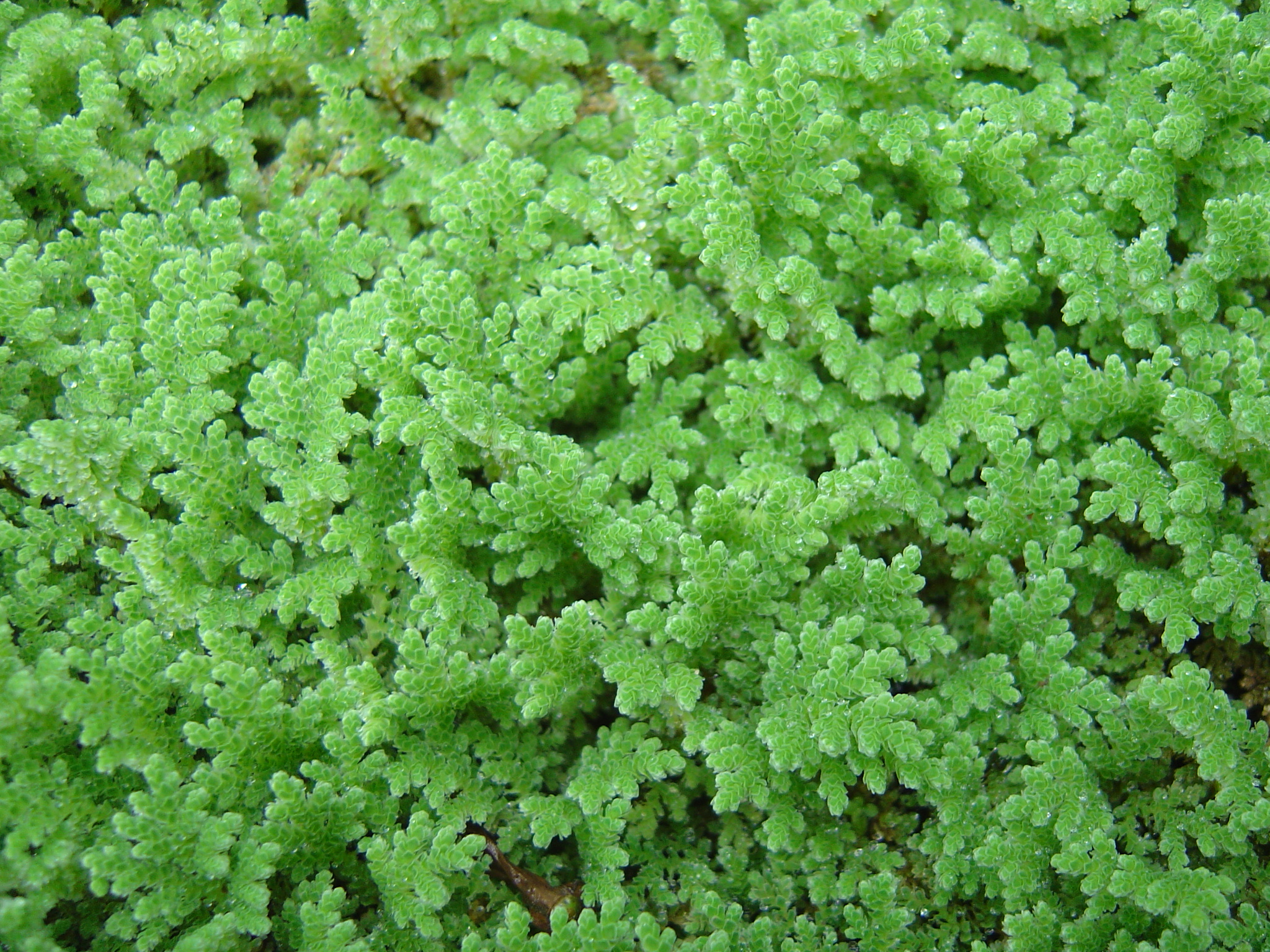
De grote kroosvaren (Azolla filiculoides). De massale groei van verwante planten in het Eoceen kan voor wereldwijde afkoeling van het klimaat gezorgd hebben.

Het Azolla event (Azolla is de botanische naam van een geslacht van varens van het zoete water, waartoe ook de grote kroosvaren behoort; event is Engels voor "gebeurtenis") was een massale opbloei van watervarens in de Arctische Oceaan rond 49 Ma (miljoen jaar geleden), tijdens het tijdperk Eoceen. De afgestorven varens zonken naar de anoxische zeebodem, waar op die manier grote hoeveelheden plantaardig koolstof werden opgeslagen. Aangezien de koolstof in organisch materiaal van planten afkomstig is van koolstofdioxide uit de aardatmosfeer, daalde de concentratie van dit broeikasgas in de atmosfeer aanzienlijk. Wetenschappers denken dat het Azolla event daarom een van de oorzaken is voor de afkoeling van het klimaat van de warme tropische omstandigheden tijdens het Eoceen tot het ijstijdvak waarin de Aarde zich tegenwoordig bevindt.

## Bewijs voor het Azolla event

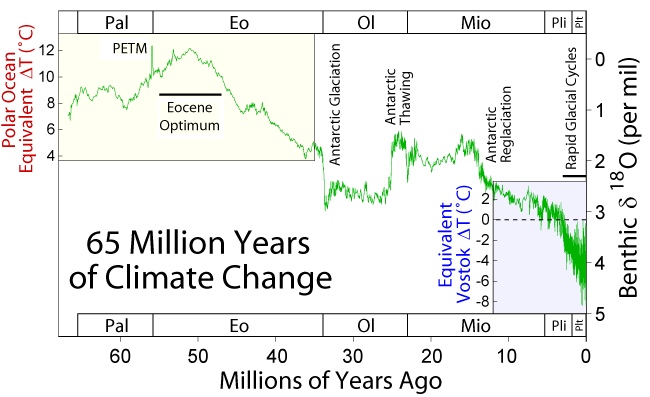
De verandering van de δ^{18}O-waarde in de atmosfeer tijdens de afgelopen 65 miljoen jaar. Deze waarde is afhankelijk van de temperatuur. Het Azolla event vormt het einde van het Eocene optimum (de warmste periode in de grafiek) en het begin van een geleidelijke afkoeling van het klimaat.

Vanwege de mogelijke aanwezigheid van grote hoeveelheden aardolie en aardgas zijn sinds de jaren 90 boringen gedaan in de Arctische Oceaan. Er werd toen ontdekt dat zich overal in de sedimenten in het Arctisch bekken een dikke laag bevindt van afwisselend lagen pelagisch sediment (klei en fossiel plankton, dat gebruikelijk is in de diepzee) en mm dikke lagen fossiele watervarens. In diepzeekernen is deze laag duidelijk te herkennen als een piek in gammastraling. De laag wordt door stratigrafen gebruikt om boorkernen uit het hele Arctische bekken met elkaar te correleren. Met magnetostratigrafie en palynologie is ontdekt dat de tijdspanne waarin de laag werd afgezet ongeveer 800.000 jaar moet zijn.
De ouderdom van de laag komt precies overeen met een dramatische daling van de concentratie kooldioxide in de atmosfeer, zoals die uit boorkernen wereldwijd bekend is. De concentratie kooldioxide daalde van 3500 ppm tijdens het Vroeg-Eoceen tot 650 ppm in het Laat-Eoceen. Ter vergelijking: tegenwoordig is de concentratie kooldioxide in de atmosfeer rond de 405 ppm, voor de Industriële revolutie zelfs 280 ppm.

## Eigenschappen van de varens
De fossiele varens zijn morfologisch niet te onderscheiden van moderne leden van het geslacht Azolla. Tegenwoordig is Azolla een alleen in zoet water levende plant die in symbiose leeft met de blauwalg Anabaena. De blauwalg fixeert stikstof op zeer efficiënte wijze. De varens kunnen per jaar per m2 0,25 kg stikstof omzetten en 1,5 kg koolstof. Vanwege het gemak waarmee de plant stikstof en koolstof uit de atmosfeer kan onttrekken is de enige beperkende factor voor groei fosfor (koolstof, stikstof en fosfor vormen de drie belangrijkste elementen bij de productie van eiwitten). Onder gunstige omstandigheden (gematigde temperatuur en veel zonlicht) kan de plant zeer snel groeien, de totale biomassa kan dan binnen twee tot drie dagen verdubbelen. Tijdens het Eoceen was het klimaat rond de polen gematigd (er groeide loofbos op Groenland) en in de zomer is er boven de poolcirkel continu zonlicht.

## Condities waardoor het Azolla event kon plaatsvinden
Tijdens het Vroeg-Eoceen lagen de continenten rond de noordelijke poolcirkel dichter bij elkaar dan tegenwoordig. De Arctische Oceaan was slechts door een drietal nauwe zeestraten met andere zeeën verbonden. Diepe zeestromingen zoals de huidige Golfstroom kwamen daarom niet voor en er vond weinig circulatie van diep met ondiep water plaats in de Arctische Oceaan en anoxische omstandigheden op de zeebodem (vergelijkbaar met de tegenwoordige Zwarte Zee).
Door het warme klimaat was de verdamping van zeewater hoog wat de saliniteit van het water verhoogde. De aan de Arctische Oceaan grenzende streken hadden echter ook een nat klimaat zodat er relatief veel rivieren zoet water naar het vrijwel afgesloten bekken voerden. Dit zoet water vormde een nefeloïde laag in de Arctische Oceaan, een laag zoet (licht) water die boven op een veel zoutere onderlaag "dreef". Zelfs als deze zoetwaterlaag maar een paar cm dik zou zijn geweest was dit al genoeg voor kolonisatie van de Arctische Oceaan door de Azolla-varens. Het zoetwater, afkomstig uit rivieren, zou bovendien verrijkt zijn in fosfor afkomstig van verwering van gesteente. Door de hoge concentraties koolstof en stikstof in de Eocene atmosfeer waren de omstandigheden voor de planten dus ideaal.
Een alternatieve verklaring is dat de varens niet in de Arctische Oceaan zelf groeiden, maar in lagunes en delta's op het land, terwijl hun resten in grote hoeveelheden naar de Arctische Oceaan spoelden. In dat geval is het niet nodig aan te nemen dat er een zoetwaterlaag in het bovenste gedeelte van de Arctische Oceaan bestond.
Een plotselinge groei van planten hoeft niet per se grote invloed op het klimaat te hebben. Daarvoor moeten de planten niet alleen veel koolstof aan de atmosfeer onttrekken, maar moeten hun resten ook worden opgeslagen op een zodanige wijze dat de koolstof niet door respiratie weer in de atmosfeer terug kan komen. De anoxische omstandigheden op de bodem van de Arctische Oceaan tijdens het Eoceen zorgden ervoor dat de plantenresten niet konden wegrotten maar begraven raakten onder lagen nieuwer sediment.

## Wereldwijde gevolgen
Als uitgegaan wordt van een periode van 800.000 jaar waarin de watervarens een totale oppervlakte van 4.000.000 km² in de Arctische Oceaan konden bedekken, valt de afname van de concentratie koolstofdioxide goed te verklaren. Desondanks zullen ook andere factoren een rol hebben gespeeld bij de afkoeling van het klimaat na de Azolla event. De Azolla event begon in ieder geval een geleidelijke temperatuursdaling die gedurende miljoenen jaren aan zou houden. Tijdens het Eoceen was het water van de Arctische Oceaan gemiddeld 13°C, tegenwoordig -9°C, een verschil van 22 graden. In het Oligoceen (34-23 Ma) groeide de ijskap op Antarctica en in het Kwartair heeft de Aarde voor het eerst in het Fanerozoïcum op beide polen een ijskap. Vlak na de Azolla event, rond 47 Ma, worden de eerste bewijzen voor ijsbergen in de Arctische Oceaan gevonden in de vorm van dropstones in sedimentlagen.

## Economisch belang
De grote hoeveelheden organisch materiaal in de Azolla-laag hebben de interesse getrokken van de olie-industrie. De resten van de varens zijn mogelijk een goed brongesteente voor aardolie en/of aardgas.